# Kiiking
Le kiiking est un sport inventé en Estonie par Ado Kosk (et) en 1993.
En estonien, le terme kiik signifie balançoire.
Le but est de faire une rotation avec la plus grande distance par rapport à l'axe.
La discipline est répartie en 3 catégories de hauteurs d'axes:
- KIKI1 – entre 3 et 4 m
- KIKI2 – entre 4 et 6 m
- KIKI3 – entre 6 et 8 m

Le record a été établi par l'athlète Sven Saarpere avec 7,38 m en 2018.